# Włodzimierz Danilecki
Włodzimierz Danilecki (ros. Владимир Зыгмунтович Данилецкий, ur. 25 lutego 1939 we wsi Maślikowce w gminie Lipniszki w powiecie lidzkim w województwie nowogródzkim, obecnie w rejonie iwiejskim w obwodzie grodzieńskim na Białorusi) – traktorzysta sowchozu, przodownik pracy, Bohater Pracy Socjalistycznej (1980).

## Życiorys
Urodził się w polskiej rodzinie chłopskiej. Skończył niepełną szkołę średnią w Wiguszkach, później pracował w kołchozie w rejonie iwiejskim. Później pracował w Lidzie jako murarz w obwodowym truście budowlanym nr 11 Ministerstwa Budownictwa Białoruskiej SRR. W 1961 został skierowany do obwodu kustanajskiego w Kazachskiej SRR, gdzie ukończył szkołę mechanizacji gospodarki rolnej i został mechanizatorem w sowchozie. Prowadził szeroko zakrojoną mechanizację produkcji rolnej w rejonie urickim (obecnie rejon sarykolski) w obwodzie kustanajskim, osiągając znakomite wyniki w orce i zbieraniu zboża; w 1979 zaorał 6 tysięcy hektarów ziemi i wymłócił 2200 ton zboża. W 1999 przeszedł na emeryturę.

## Odznaczenia
- Medal Sierp i Młot Bohatera Pracy Socjalistycznej (3 marca 1980)
- Order Lenina (trzykrotnie, 14 lutego 1975, 24 grudnia 1976 i 3 marca 1980)\
- Order Czerwonego Sztandaru Pracy (13 grudnia 1972)
- Medal „Za rozwój dziewiczych ziem”

I 3 medale Wystawy Osiągnięć Gospodarki Narodowej ZSRR.